# Кетская мифология
Кетская мифология – мифология кетов, включающая в себя легенды, сказки, данные, относящиеся к ритуалам шаманского типа и другие религиозные представления. Кетская религиозно-мифологическая система представляет собой иерархию, в которой выделяется шесть уровней. Связь между уровнями осуществляется с помощью сюжетов, в которых участвуют персонажи разных уровней.

## Уровни кетской религиозно-мифологической системы
- Первый уровень

К первому (высшему) уровню кетской мифологии относится лишь один мифологический персонаж – верхний бог Есь (Eş, что переводится на русский как 'небо' и "бог" или "обожествляемое небо"). В его образе кеты олицетворяли небо и связанные с ним явления природы – гром (Eş deşij, "Есь кричит" – фраза, произносимая во время грома), молнии, тучи и даже северное сияние – "огонь неба-Еся" (Eş (dә) bok). Само небо называется по-кетски "Есевой кожей" (Eşt holәt). Во многих фольклорных сюжетах есть указание на то, что Есь живёт на небе, выше седьмого круга верхнего мира. Некоторые кеты, знакомые с православной религией и христианскими обрядами, склонны идентифицировать Еся с христианским богом.
- Второй уровень

К персонажам второго уровня относится олицетворение злого начала, владычица подземного мира Хоседэм , которая имеет на кетском сразу несколько параллельных названий: Хоşеdæm, Хоşijdæm, Hosejdam и др. и переводится как "мать Хосия (Hosij)". Хоседэм насылает непогоду, беды и порчу, мор, а также смерть и болезни людей, пожирая их души – ульвей (uļwej). По одним легендам, Хоседэм живёт в земле, по другим – на скале на северном острове в устье Енисея. Существует несколько версий о её связи с Есем – согласно одной, Хоседэм была женой Еся и жила вместе с ним в его прозрачном дворце. Но однажды она изменила Есю и ушла к Месяцу, за что и была свергнута на землю бывшим мужем. По другой версии, Хоседэм сама решила покинуть небо. К этому же уровню относится Томэм (Tomam, Tomæm, "мать жара"), которая связана с югом, жарой, солнцем. В то время как Хоседэм связана с севером и зимой, Томэм – с югом и весной.
- Третий уровень

К третьему уровню относятся персонажи-герои эпоса. Дох и Альбэ – первые культурные герои кетов, которые противостоят Хоседэм. Альбэ выступает в качестве первого человека или даже участника акта сотворения мира, в то время как Дох жил позже, о чём свидетельствует сюжет о его смерти, отделённый от времени рассказчика промежутком в 300 лет. К этому же уровню относят трёх братьев: Бальнэ, Белегэне и Торэте, подвиги которых лучше всего засвидетельствованы в кетских сказках. Помимо этих пяти героев к третьему уровню относятся и другие герои, в частности, большие шаманы прошлого: Пуртос, на слова которого ссылаются в шаманских песнях, и шаман Василий Лесовкин, который находится на пересечении исторического времени и времени рассказчика. Он фигурирует в трагической ситуации столкновения кетов с не-кетами, приводящей к гибели шамана и прекращению традиции великих шаманов.
- Четвёртый уровень

К четвертому уровню относятся духи – воплощения земной природы. Сюда входят земляные и водяные духи Дотетэм, Лютысь, Кай-гусь, Уль-гусь и другие. Все эти существа живут в лесах и реках и способны причинить вред человеку, хотя не всегда активно стремятся к этому. К другому классу этого уровня принадлежат объекты, составляющие систему охраны человека и благополучия его дома. К таким объектам относится Алэл – помощник человека в борьбе с бедами, болезнями и злыми духами, представленный в виде деревянной фигурки маленького человека, одетого в звериные шкурки. К отдельному классу этого уровня относятся объекты природы – животные: в первую очередь, медведь, а также гагара как птица нижнего мира, орёл как птица верхнего мира, лебедь, олень, бобёр, налим. Особый класс представляют небесные объекты: месяц, солнце, некоторые звёзды и созвездия. При этом Большая Медведица и Орион изображаются в виде животных (как лось и олень) и примыкают к предыдущему классу. Ещё один класс внутри этого уровня – враждебные кетам «не-кеты»: эвенки, юраки, русские. Последний класс этого уровня составляют персонажи, возможно, ранее относившихся к более высоким уровням, но в текстах XX в. выступающих в сказочном времени и иногда противопоставленных друг другу как доброе и злое начала: Хунь — дочь солнца или само солнце и Калбесэм.
- Пятый уровень

Пятый уровень кетской мифологии представлен шаманами. Шаманизм в кетской мифологии связан с перерождением шамана, объясняемым вселением в него духов. Сами эти духи могут рассматриваться как объекты четвертого уровня. Шаманы могут различаться по силе своих шаманских способностей (различие между великими шаманами и малыми шаманами).
- Шестой уровень

Главным персонажем шестого уровня является сам человек. Однако, подобно тому, как шаман становится шаманом только после вселения в него духов, человек становится объектом этого уровня только после вселения в него его главной (седьмой) души – ульвей, которая сопутствует человеку на протяжении всей его жизни.